# Nelson Luís Kerchner
Nelson Luís Kerchner (født 31. december 1962) er en tidligere brasiliansk fodboldspiller.

## Brasiliens fodboldlandshold
| Brasiliens landshold | Brasiliens landshold | Brasiliens landshold |
| År                   | Kmp                  | Mål                  |
| -------------------- | -------------------- | -------------------- |
| 1987                 | 11                   | 1                    |
| 1988                 | 4                    | 0                    |
| 1989                 | 1                    | 0                    |
| 1990                 | 1                    | 0                    |
| Total                | 17                   | 1                    |